# Jean Daumery
Jean Daumery (1898 – 1934) foi um diretor de cinema belga que devido boa parte dos seus filmes serem produzidos em língua inglesa, ele foi creditado como John Daumery, tornando-se mais conhecido por esse pseudônimo. Filho de Carrie Daumery famosa atriz de cinema da época.
Nasceu na cidade de Bruxelas, Bélgica, em 1898 e faleceu em Lausana, Suíça, em 1934.

## Filmografia selecionada
- The Little Snob (1928)
- Rough Waters (1930)
- Help Yourself (1932)
- Naughty Cinderella (1933)
- The Acting Business (1933)
- Meet My Sister (1933)
- Over the Garden Wall (1934)